# A3チャンピオンズカップ2003
A3チャンピオンズカップ2003（英: 2003 A3 Champions Cup）は、2003年2月16日から2月22日にかけて、日本の国立霞ヶ丘競技場陸上競技場で行われた第1回目のA3チャンピオンズカップである。鹿島アントラーズが優勝した。

## 大会名称
自動車メーカーのマツダが冠スポンサーとなり、A3 MAZDA CHAMPIONS CUP 2003として開催された。

## 出場クラブ
| 出場クラブ       | 出場資格                                | 出場回数 |
| ---------------- | --------------------------------------- | -------- |
| ジュビロ磐田     | 2002年Jリーグ優勝                       | 初出場   |
| 鹿島アントラーズ | 2002年Jリーグヤマザキナビスコカップ優勝 | 初出場   |
| 城南一和天馬     | 2002年Kリーグ優勝                       | 初出場   |
| 大連実徳         | 2002年中国スーパーリーグ優勝            | 初出場   |

## 開催方式
2003年のA3チャンピオンズカップの開催方式は以下の通りである。
- 出場クラブは2002年度のJリーグ、Kリーグ、中国スーパーリーグ（CSL）の各リーグ優勝クラブ、および開催国枠としてJリーグヤマザキナビスコカップ優勝クラブの計4クラブである。
- 国立霞ヶ丘競技場陸上競技場を会場とし、4クラブによる総当りリーグ戦を行う。
- 勝ち点の多いクラブを上位とし、順位を決定する。勝ち点が同じチームが出た場合の順位の付け方は以下の通りである。

1. 得失点差
2. 総得点数
3. 該当チーム間の対戦成績

上記でも順位が決定しない場合は同一順位とする。

## 結果
2003年2月16日・19日・22日に2試合ずつ行われた。
Jリーグナビスコ杯優勝の鹿島が初戦から2試合とも快勝し、引き分け以上で優勝が決まる最終戦では、勝てば逆転優勝の望みがあるKリーグチャンピオンの城南一和に押し込まれたが、必死の守備で失点を許さず0-0で終了。鹿島がA3チャンピオンズカップ初代王者に輝いた。MVPは、各試合で好守備を見せたDF秋田豊が受賞した。
| 順 | チーム           | 試 | 勝 | 分 | 敗 | 得 | 失 | 差 | 点 |
| -- | ---------------- | -- | -- | -- | -- | -- | -- | -- | -- |
| 1  | 鹿島アントラーズ | 3  | 2  | 1  | 0  | 5  | 1  | +4 | 7  |
| 2  | 大連実徳         | 3  | 2  | 0  | 1  | 5  | 5  | 0  | 6  |
| 3  | 城南一和天馬     | 3  | 1  | 1  | 1  | 4  | 3  | +1 | 4  |
| 4  | ジュビロ磐田     | 3  | 0  | 0  | 3  | 0  | 5  | −5 | 0  |

| 2003年2月16日 13:06 |

| ジュビロ磐田 | 0 - 2 | 城南一和天馬              |
|              |       | 申台龍 25分 · 金大儀 56分 |

| 国立霞ヶ丘競技場陸上競技場（東京） 観客数: 20,793人 主審: 陸俊 |

| 2003年2月16日 17:05 |

| 大連実徳  | 1 - 3 | 鹿島アントラーズ                                  |
| 王盛 44分 |       | 秋田豊 29分 · 小笠原満男 38分 · フェルナンド 53分 |

| 国立霞ヶ丘競技場陸上競技場（東京） 観客数: 23,907人 主審: キム・ジョンホ |

| 2003年2月19日 16:00 |

| 城南一和天馬                | 2 - 3 | 大連実徳                |
| サーシャ 16分 · 申台龍 53分 |       | 郝海東 26分, 44分, 55分 |

| 国立霞ヶ丘競技場陸上競技場（東京） 観客数: 9,065人 主審: 岡田正義 |

| 2003年2月19日 19:02 |

| ジュビロ磐田 | 0 - 2 | 鹿島アントラーズ           |
|              |       | エウレル 8分 · 柳沢敦 74分 |

| 国立霞ヶ丘競技場陸上競技場（東京） 観客数: 20,176人 主審: 孫葆潔 |

| 2003年2月22日 13:33 |

| 鹿島アントラーズ | 0 - 0 | 城南一和天馬 |
|                  |       |              |

| 国立霞ヶ丘競技場陸上競技場（東京） 観客数: 25,423人 主審: 陸俊 |

| 2003年2月22日 16:33 |

| 大連実徳            | 1 - 0 | ジュビロ磐田 |
| ヤンコヴィッチ 41分 |       |              |

| 国立霞ヶ丘競技場陸上競技場（東京） 観客数: 27,881人 主審: 權鐘哲 |

## 優勝クラブ
| A3チャンピオンズカップ2003優勝 |
| ------------------------------ |
| 日本の旗                       |
| 鹿島アントラーズ 初優勝        |

## 表彰
| 表彰名     | 選手名 | 所属クラブ       | 備考  |
| ---------- | ------ | ---------------- | ----- |
| 大会MVP    | 秋田豊 | 鹿島アントラーズ | 優勝  |
| 大会得点王 | 郝海東 | 大連実徳         | 3得点 |